# Prix Elizabeth-Scott
Le prix Elizabeth-L.-Scott est une distinction mathématique attribuée à une statisticienne et décernée par le Comité des présidents de sociétés statistiques pour « favoriser la création de carrières dans les statistiques pour les femmes ». Le prix a été créé en 1992 en l'honneur de la statisticienne et astronome américaine Elizabeth Scott (1917-1988) et il est décerné tous les deux ans.

## Lauréates
- 1992 : Florence Nightingale David
- 1994 : Donna Brogan
- 1996 : Grace Wahba
- 1998 : Ingram Olkin
- 2000 : Nancy Flournoy, université du Missouri à Columbia[1]
- 2002 : Janet L. Norwood, US Bureau of Labor Statistics
- 2004 : Gladys H. Reynolds
- 2006 : Louise M. Ryan, Harvard School of Public Health
- 2008 : Lynne Billard, université de Géorgie[2]
- 2010 : Mary E. Thompson, université de Waterloo
- 2012 : Mary Gray, American University[3]
- 2014 : Kathryn Chaloner, université de l'Iowa[4]
- 2016 : Amanda L. Golbeck, université de l'Arkansas[4]
- 2018 : Bin Yu, université de Californie à Berkeley
- 2020 : Amita Manatunga, université Emory[5]
- 2022 : Madhu Mazumdar, Icahn School of Medicine at Mount Sinai
- 2024 : Regina Liu, Université Rutgers